# Francisco Conceição
Francisco Fernandes da Conceição, född 14 december 2002 i Coimbra, är en portugisisk fotbollsspelare som spelar i Juventus (lånad från FC Porto), och som representerar det portugisiska landslaget.

## Karriär
Conceição representerade som junior från 2018 Porto. Han tog plats i dess B-lag 2020 och debuterade i A-laget 2021. Efter en kortare sejour i Nederländerna och Ajax kom han tillbaka till Porto först utlånad och sedan kontrakterad från 2024. Han har representerat det portugisiska landslaget på olika juniornivåer sedan 2018. 2024 debuterade han i A-landslaget, och medverkade i EM 2024.